# Abaco di Newmark
L'abaco di Newmark è un grafico utilizzato in geotecnica per determinare la variazione di tensione verticale in un terreno, dovuta alla presenza di un carico uniformemente distribuito (e di forma generica) sulla sua superficie.

## Condizioni di validità
L'abaco di Newmark deriva dalla soluzione di Boussinesq per stati tensionali in un terreno caricato sulla superficie, perciò ne conserva le ipotesi di validità:
- Flessibilità del carico: la deformazione del mezzo sotto il piano di carico non genera una variazione della distribuzione dello stesso;
- Carico uniformemente distribuito o carico puntiforme;
- Variazione della tensione verticale indipendente dalle proprietà del mezzo.

## Struttura dell'abaco e metodo d'utilizzo

### Struttura dell'abaco di Newmark
È costituito da una serie di cerchi concentrici e di diverso diametro; nel centro è presente una stella di rette che divide i cerchi in piccole aree (aree d'influenza), ciascuna delimitata da due rette e due curve.
Nella parte inferiore è riportato un segmento che rappresenta la scala delle misure.

### Metodo d'utilizzo
L'area caricata è disegnata in scala, prendendo come unità di riferimento la profondità z alla quale si vuole determinare la tensione; si pone al centro dell'abaco la proiezione sulla superficie di carico del punto in cui misurare la tensione.
Si contano successivamente le aree d'influenza racchiuse nell'area e si determina la variazione di tensione tramite la relazione: 
{\displaystyle {\mathcal {4}}{\sigma }_{z}=0,005Nq}

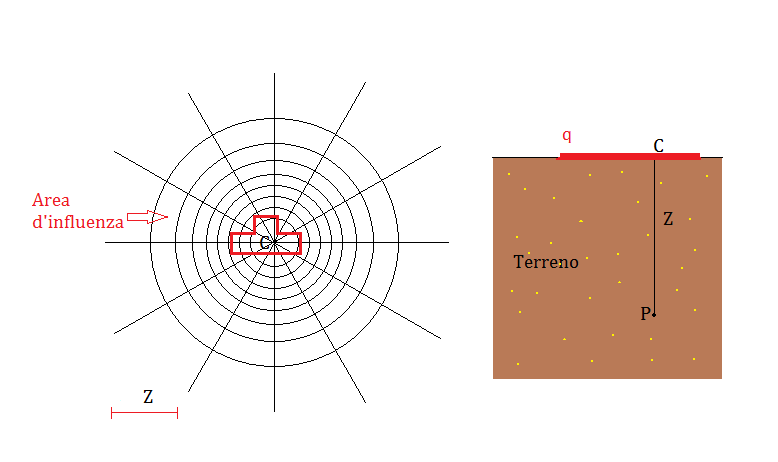
Abaco di Newmark con carico generico.

- {\displaystyle {\mathcal {4}}{\sigma }_{z}}: variazione di tensione verticale;
- {\displaystyle N}: numero di aree d'influenza racchiuse nell'area di carico;
- {\displaystyle q}: carico superficiale.

Nel caso in cui siano presenti aree d'influenza non completamente racchiuse nell'area di carico, esse vengono valutate come frazioni di N. 
È importante precisare che il metodo descritto serve per determinare la variazione di tensione verticale dovuta alla presenza di un carico, perciò la tensione totale in un punto del terreno sarà data dalla somma della pressione determinata e della pressione litostatica.